# جون واتس (ملحن)
جون واتس (بالإنجليزية: John Watts)‏ هو ملحن أمريكي، ولد في 16 يوليو 1930، وتوفي في 1 يوليو 1982.